# スペース・ゼロ
スペース・ゼロ（英語：SPACE ZERO）は、東京都渋谷区代々木二丁目にある多目的ホール、または同ホールを運営する株式会社スペース・ゼロの通称である。
ホールの正式名称での表記は「こくみん共済 coop ホール／スペース・ゼロ」。

## 概要
1988年（昭和63年）6月1日に、全労済の子会社として株式会社スペース・ゼロが設立された。1989年（平成元年）2月には、全労済設立30周年を記念して全労済ホール／スペース・ゼロが開業した。1990年には、日本建設業連合会主催の第31回BCS賞を受賞した。
2019年6月1日に全労済の愛称が『こくみん共済 coop』となったのに合わせて、ホールの正式名称を「こくみん共済 coopホール／スペース・ゼロ」に変更された。

### 主な事業内容
株式会社スペース・ゼロの事業内容は、主に
1. こくみん共済 coopホール等施設の賃貸及び運営管理
2. イベントの企画・制作・運営
3. 制作技術の総合デザイン・オペレーション

となっている。

### ホール・展示室等
ホールについては、全席可動式で最大575席の収容が可能であり、展示会・演劇・ミュージカル・ファッションショーなどに利用できる。他にも、ギャラリー・展示室があり、絵画・彫刻・工芸・写真展や会議室などにも利用できる。

## アクセス
- JR新宿駅南口出口より徒歩5分
- 京王線（京王新線）・都営新宿線・都営大江戸線の新宿駅6番出口より徒歩1分